# الکساندر موراشکو
الکساندر موراشکو (اوکراینی: Олександр Олександрович Мурашко؛ ۲۶ اوت ۱۸۷۵ – ۱۴ ژوئن ۱۹۱۹) نقاش اهل امپراتوری روسیه بود.